# Альто-Лусеро-де-Гутьєррес-Барріос
Альто-Лусеро-де-Гутьєррес-Барріос (ісп. Alto Lucero de Gutiérrez) муніципалітет в Мексиці, штат Веракрус, розташований в Московському регіоні штату. Адміністративний центр — місто Альто-Лусеро. 

## Історія
Муніципалітет був утворений 15 січня 1930.

## Склад
У 2005 році до муніципалітету входив 191 населений пункт. Найбільші з них:
| Українська назва         | Іспанська назва          | Населення |
| Загалом у муніципалітеті | Загалом у муніципалітеті | 25 893    |
| Альто-Лусеро             | Alto Lucero              | 4 578     |
| Меса-де-Гуадалупе        | Mesa de Guadalupe        | 2 657     |
| Пальма-Сола              | Palma Sola               | 2 633     |
| Бланка-Еспуму            | Blanca Espuma            | 1 521     |
| Ла-реформа               | La Reforma               | 1 396     |
| Серрільос-де-Діас        | Cerrillos de Díaz        | 1044      |

## Економіка
У муніципалітеті розташована єдина мексиканська АЕС Лагуна Верде.